# Карладес
Карладе́с (фр. Carladès, окс. Carladés/Carladez) — историческая область во Франции.
Расположена на границе регионов Овернь и Юг-Пиренеи, на территории департаментов Аверон и Канталь. К области относится часть плато Обрак, массива Канталь, районы Конка и Сен-Флура, часть речных долин Трюйера и Ло.
Исторически на территории располагалось виконтство Карла, которое было подвассально аббатству Орийак.
В первой четверти XXI века Карладес — малонаселённый по меркам Франции сельскохозяйственный район с развитым скотоводством, известен производством сыров и мясных деликатесов.